# Čenaj
Čenaj (tamilsko சென்னை, pred letom 1996 Madras) je četrto največje mesto v Indiji in glavno mesto južnoindijske države Tamil Nadu. Je primatno mesto države tako po površini kot po številu prebivalcev in leži na Koromandski obali Bengalskega zaliva. Metropolitansko območje je imelo leta 2022 12,4 milijona prebivalcev, v mestu pa živi več kot 8,6 milijonov ljudi. Greater Chennai Corporation, ustanovljena leta 1866, je najstarejša občinska korporacija v Indiji in druga najstarejša na svetu za Londonom.
Zgodovinsko gledano so bili Čenaj in okolica dolga stoletja del kraljestev Čola, Pandja, Palava in Vidžajanagara. Obalno zemljo, ki je takrat vsebovala ribiško vasico Madrasapatinam, je v 17. stoletju kupila Britanska vzhodnoindijska družba od vladarja Najaka Damarla Čenapa Najaka. Britanski garnizon je ustanovil mesto in pristanišče Madras ter zgradil trdnjavo sv. Jurija – prvo britansko trdnjavo v Indiji – ki so jo Francozi leta 1746 za kratek čas osvojili, preden je postala zimska prestolnica predsedstva Madras, kolonialne province Britanskega Raja na Indijski podcelini. Ko je Indija leta 1947 pridobila neodvisnost, je Madras ostal glavno mesto države Madras in današnjega Tamil Naduja. Mesto se je leta 1996 uradno preimenovalo v Čenaj.
Mesto je v bližini okrožja Čenaj, ki skupaj s sosednjimi predmestji tvori metropolitansko območje Čenaji, 36. največje mestno območje na svetu po številu prebivalcev in eno največjih metropolitanskih gospodarstev v Indiji. Kot tradicionalni in de facto prehod v Južno Indijo je Čenaj med tujci med najbolj obiskanimi indijskimi mesti. Leta 2015 je bilo uvrščeno na 43. mesto najbolj obiskanih mest na svetu, leta 2019 pa na 36. mesto. Raziskava kakovosti življenja ga ocenjuje kot najvarnejše mesto v Indiji. Čenaj pritegne 45 odstotkov zdravstvenih turistov, ki obiščejo Indijo, in 30 do 40 odstotkov domačih zdravstvenih turistov. Kot takega se imenuje Indijska prestolnica zdravja. Čenaj ima peto največje urbano gospodarstvo in ima tretje največje izseljensko prebivalstvo v Indiji.
Čenaj ima močno razvito industrijo, zlasti pomembne so avtomobilska, tehnološka, strojna in zdravstvena industrija. Mesto je na drugem mestu indijskih izvoznikov programske opreme, informacijske tehnologije in storitev na podlagi informacijske tehnologije. Velik del indijske proizvodnje avtomobilov je v mestu ali njegovi okolici. Območje mesta Čenaj proizvede 39 % BDP države Tamil Nadu; od tu prihaja 60 % vsega indijskega avtomobilskega izvoza.
Čenaj je tudi pomembno kulturno središče; vsakoletni glasbeni festival Madras Music Season gosti stotine izvajalcev. Mesto ima živahno gledališko dogajanje in je pomembno središče klasičnega plesa Bharatanatyam. Tukaj ima sedež tudi tamilska filmska industrija (poimenovana Kollywood), ki je drugo največje filmsko središče v Indiji; filmska industrija prevladuje tudi na glasbenem področju. Največje težave mesta so pomanjkanje vode, prometni zamaški in onesnaženje zraka.

## Etimologija
Ime Chennai (Čenaj) je izpeljano iz imena Damarla Mudirasa Chennappa Najakudu, očeta Damarle Venkatapathi Najaka, najaškega vladarja, ki je služil kot general pod Venkato III. iz imperija Vidžajanagara, od katerega je Britanska vzhodnoindijska družba leta 1639 pridobila mesto. Kot tako je ime mesta teluškega jezika. Prva uradna uporaba imena Chennai naj bi bila v prodajni listini, datirani avgusta 1639, na Francisa Daya Vzhodnoindijske družbe, še preden je bil leta 1646 zgrajen tempelj Čenakesava Perumal, medtem ko so nekateri učenjaki trdijo nasprotno.
Ime Madras je prav tako domačega izvora in dokazano je bilo v uporabi, preden so Britanci vzpostavili prisotnost v Indiji. Napis iz obdobja Vidžajanagara iz leta 1367, ki omenja pristanišče Mādarasanpattanam, skupaj z drugimi majhnimi pristanišči na vzhodni obali, je bil odkrit leta 2015 in obstajala je teorija, da je zgoraj omenjeno pristanišče ribiško pristanišče Rojapuram. Po nekaterih virih Madras izhaja iz Madraspattinam, ribiške vasice severno od trdnjave sv. Jurija. Vendar ni gotovo, ali je bilo ime v uporabi pred prihodom Evropejcev. Britanski vojaški izdelovalci zemljevidov so verjeli, da je bil Madras prvotno Mundir-raj ali Mundiraj, kar je bilo ime teluške skupnosti, Mudiraj, ki je bila domorodni prebivalec mesta.
Obstajajo tudi domneve, da morda izvira iz portugalske fraze Mãe de Deus ali Madre de Dios, kar pomeni 'mati božja', zaradi portugalskega vpliva na pristaniško mesto, ki se posebej nanaša na cerkev sv. Marije.
Avgusta 1996 je vlada Tamil Nadu uradno spremenila ime iz Madras v Čenaj. Takrat so se številna indijska mesta preimenovala. Vendar se ime Madras še naprej občasno uporablja za mesto, pa tudi za kraje, poimenovane po mestu, kot so Univerza v Madrasu, IIT Madras, Madras Institute of Technology, Madras Medical College, Madras Veterinary College, Madras Christian College.

## Zgodovina
Orodja iz kamene dobe so bila najdena blizu Palavarama v Čenaju. Po podatkih Arheološkega zavoda Indije (ASI) je bil Palavaram megalitska kulturna ustanova, v naselju pa so živele predzgodovinske skupnosti.
Regija okrog Čenaja je bila stoletja pomembno upravno, vojaško in gospodarsko središče. V 1. stoletju našega štetja je pesnik in tkalec po imenu Thiruvalluvar živel v mestu Milapore (soseska sedanjega Čenaja). Od 1. do 12. stoletja so regiji sedanjega Tamil Naduja in delom južne Indije vladali Čoli.
Palavi iz Kančija so zgradili območji Mahabalipuram in Palavaram med vladavino Mahendravarmana I. Prav tako so premagali več kraljestev, vključno s Čeras, Čola in Pandja, ki so vladali območju pred njihovim prihodom. Iz tega obdobja so bile identificirane izklesane jame in poslikave. V mestu in njegovi okolici so izkopali tudi starodavne kovance iz leta okoli 500 pr. n. št. Del teh najdb je pripadal imperiju Vidžajanagara, ki je vladal regiji v srednjem veku.
Portugalci so prvič prispeli leta 1522 in zgradili pristanišče, imenovano São Tomé, po krščanskem apostolu sv. Tomažu, za katerega se domneva, da je pridigal na tem območju med letoma 52 in 70 našega štetja. Leta 1612 so se Nizozemci ustalili blizu Pulicata, severno od Čenaja.
20. avgusta 1639 je Francis Day iz Vzhodnoindijske družbe skupaj z Najakom iz Kalahastija Damarla Čennappa Najakudu odpotoval v palačo Čandragiri na avdienco pri cesarju Vidžajanager Peda Venkata Raja. Day je želel pridobiti nepovratna sredstva za zemljišče na obali Koromandije, na katerem bi podjetje lahko zgradilo tovarno in skladišče za svoje trgovske dejavnosti. Uspelo mu je pridobiti zakup zemljišča, dolgega približno 10 km in 1,6 km v notranjosti v zameno za letno vsoto petsto lakh pagod. 22. avgusta je od lokalnega Najaka (Damarla Venkatadri Najaka in njegov mlajši brat Aijapa Najaka iz Ponamaleja) pridobil zemljiško pravico. Regija je bila takrat ribiška vas, znana kot Madraspatnam. Leto pozneje je družba zgradila trdnjavo sv. Jurija, prvo večjo angleško naselbino v Indiji, ki je postala jedro rastočega kolonialnega mesta in urbani Čenaj, ki je zrasel okoli te trdnjave. Po osamosvojitvi je bila v utrdbi skupščina Tamil Nadu, dokler leta 2010 niso odprli nove stavbe sekretariata, a so jo kmalu zatem ponovno preselili nazaj v trdnjavo Sv. Jurija zaradi spremembe v vladi.
Leta 1746 so trdnjavo sv. Jurija in Madras zavzeli Francozi pod generalom La Bourdonnaisom, guvernerjem Mavricija, ki je oplenil mesto in njegove obrobne vasi. Britanci so ponovno prevzeli nadzor leta 1749 s pogodbo iz Aix-la-Chapelle in okrepili mestno trdnjavsko obzidje, da je zdržalo nadaljnje napade Francozov in Hiderja Alija, sultana iz Misora. Uprli so se francoskemu poskusu obleganja leta 1759. Madraška pogodba je končala vojno. Do 18. stoletja so Britanci osvojili večino regije okoli Tamil Naduja in severnih sodobnih držav Andra Pradeš in Karnataka ter ustanovili predsedstvo Madrasa z Madrasom kot glavnim mestom.
Postopoma je mesto preraslo v glavno pomorsko bazo in postalo osrednje upravno središče Britancev v južni Indiji. Mesto je služilo kot izhodišče za Veliko trigonometrično raziskavo Indije, ki se je začela 10. aprila 1802. S prihodom železnic v Indiji v 19. stoletju je bilo cvetoče mestno središče povezano z drugimi pomembnimi mesti, kot sta Bombaj in Kalkuta, kar je spodbudilo povečano komunikacijo in trgovino z zaledjem. Sir Arthur Lawley je bil guverner Madrasa od 1906 do 1911 in je spodbujal moderno kmetijstvo, industrijo, železnice, izobraževanje, umetnost in bolj demokratično upravljanje. Guverner je živel v vladni hiši, trdnjavi sv. Jurija in imel podeželsko hišo v Guindiju, z dostopom do igrišča za golf, hokejskih igrišč, jahalnih hlevov in Guindy Horse Racing Track. V prvi svetovni vojni je kot komisar Rdečega križa v Mezopotamiji skrbel za dobrobit indijskih vojakov. Madras je bilo edino indijsko mesto, ki so ga napadle centralne sile med prvo svetovno vojno, ko je 22. septembra 1914 nemška lahka križarka SMS Emden obstrelila skladišče nafte, ko je vdrla v ladijske poti v Indijskem oceanu, kar je povzročilo motnje v ladijskem prometu.
Ko je Indija leta 1947 pridobila neodvisnost, je mesto postalo glavno mesto zvezne države Madras, ki se je leta 1969 preimenovala v Tamil Nadu. Nasilni nemiri leta 1965 proti obvezni uvedbi hindijščine in v podporo angleščini v Indiji v zvezni državi so zaznamovali velik premik v politični dinamiki mesta in sčasoma močno vplivali na celotno državo. Zaradi Madrasa in njegovih ljudi angleščina ni bila ukinjena kot uradni jezik in ostaja poleg hindijščine uradni jezik Indije. 17. julija 1996 se je mesto, znano kot Madras, uradno preimenovalo v Čenaj, v skladu s takratnim vsedržavnim trendom uporabe manj angliziranih imen. 26. decembra 2004 je potres in cunami v Indijskem oceanu udaril po obalah Čenaja, pri čemer je umrlo 206 ljudi in trajno spremenil obalo. Poplave v Čenaju leta 2015 so potopile večje dele mesta, pri čemer je umrlo 269 ljudi, nastala pa je škoda v višini 86,4 milijarde ₹ (1 milijarda USD).

## Geografija
Čenaj leži na jugovzhodni obali Indije v severovzhodnem delu Tamil Naduja na ravni obalni nižini, znani kot Vzhodne obalne nižine. Njegova povprečna nadmorska višina je približno 6,7 m, najvišja točka pa je 60 m. Čenaj je 2184 km južno od Delhija, 1337 km jugovzhodno od Mumbaja in 1707 km jugozahodno od Kalkute po cesti. Skozi Čenaj tečeta dve veliki reki, reka Cooum (ali Koovam) skozi središče in reka Adjar na jugu. Tretja reka, Kortalaijar, teče skozi severna obrobja mesta, preden se izlije v Bengalski zaliv pri Enoreju. Izliv te reke je močno onesnažen z odplakami, ki jih izpušča industrija v regiji. Reki Adjar in Cooum sta močno onesnaženi z odpadnimi vodami in odpadki iz domačih in komercialnih virov, pri čemer je Coumm tako močno onesnažen, da velja za mesto kot rana v očesu. Zaščiten estuarij na Adjarju tvori naravni habitat za več vrst ptic in živali. Buckinghamski prekop, 4 km v notranjosti, teče vzporedno z obalo in povezuje obe reki. Otteri Nullah, tok vzhod-zahod, teče skozi severni Čenaj in se sreča z Buckinghamskim kanalom pri Basin Bridgeu. Na zahodnem obrobju mesta je več jezer različnih velikosti. Nekateri predeli mesta imajo problem prekomerne vsebnosti železa v podtalnici.
Prst v Čenaju je večinoma glina, skrilavec in peščenjak. Glina je pod večino mesta, predvsem Manali, Kolathur, Maduravojal, K. K. Nagar, Tambaram, Mudičur, Palavaram Semmenčeri, Alapakam, Vjasarpadi in Anna Nagar. Peščena območja najdemo ob rečnih bregovih in obalah in vključujejo območja, kot so Tiruvotiyur, George Town, Madhavaram, New Vašermanpet, Čepauk, Milapore, Porur, Adjar, Besant Nagar in Uthandi. Na teh območjih deževnica hitro pronica skozi tla. Območja s trdo kamnito površino so Guindi, Nanganalur, Palikaranai, Alandur, DŽaladampet, Velačeri, Adambakkam in del Saidapeta in Perungudija. Nivo podzemne vode v Čenaju je na večini območij 4–5 m pod tlemi, kar je bilo znatno izboljšano in vzdrževano z obveznim sistemom zbiranja deževnice. Od 24,87 km obale mesta je 3,08 km podvrženih eroziji, pri čemer je mogoče opaziti nabiranje peska vzdolž obale na plaži Marina in na območju med pristaniščem Enore in reko Kosasthalaiyar.

### Geologija
Čenaj je razvrščen kot seizmična cona III, kar kaže na zmerno tveganje škode zaradi potresov. Zaradi geotektonske cone, v katero spada mesto, velja mesto za potencialno lokacijo geotermalne energije. Skorja ima granitne kamnine, ki kažejo na vulkanske dejavnosti v preteklosti. Pričakuje se, da bodo temperature okoli 200 do 300 °C na voljo, če bi tla vrtali 4 do 5 km globoko. Regija ima najstarejše kamnine v državi, stare skoraj milijardo let.

### Rastlinstvo in živalstvo
Južni del obale Čenaja od Tiruvanmijurja do Neelangaraia je priljubljen za ogrožene zelenkaste želve (Lepidochelys olivacea), ki vsako zimo ležejo jajca. V rekah Cooum in Adjar je mogoče videti veliko število govejih čapelj (Bubulcus ibis), ribniških čapelj (Ardeola) in drugih vodnih ptic. Približno 75.000 ptic se vsako leto preseli v Čenaj. Mokrišča, kot je Palikaranai, prav tako gostijo številne ptice selivke med monsunom in pozimi. Čenaj je tudi priljubljeno mesto za opazovanje ptic, kjer živi več kot 200 stalnih in prezimujočih vrst ptic; Več kot 300 vrst ptic so v mestu in njegovi soseski zabeležili člani Društva naravoslovcev Madrasa od njegove ustanovitve leta 1978.
Narodni park Guindy je zaščiteno območje znotraj meja mesta. Ohranjanje divjih živali in raziskovalne dejavnosti potekajo v Zoološkem parku Arignar Anna, vključno z ohranjanjem zelenkaste morske želve Olive Ridley. Madras Crocodile Bank Trust je herpetološka raziskovalna postaja 40 km južno od Čenaja. Mestna drevesna pokritost je ocenjena na približno 64,06 kvadratnih kilometrov. Najbolj prevladujoča drevesna vrsta je Peltophorum pterocarpum (rumeno ognjeno drevo), sledita mu indijska bukev (Millettia pinnata) in neem (Azadirachta indica). V mestu najdemo skupno 121 vrst dreves, ki pripadajo 94 rodovom in 42 družinam. V zadnjih letih je v mestnih mokriščih izginila skoraj polovica avtohtonih rastlinskih vrst. Mesto, ki je imelo do s1970-ih 85 odstotkov površine pokrite z vodnimi rastlinami, ima zdaj le še 25 odstotkov površine s temi rastlinami.

### Ohranjanje okolja
Čenaj ima tri reke in veliko jezer, ki se razprostirajo po mestu. Urbanizacija je povzročila krčenje vodnih teles in mokrišč. Količina mokrišč v mestu se je zmanjšala s 650 na trenutno le 27. Trust Chennai River Restoration, ki ga je ustanovila vlada, se ukvarja z obnovo reke Adjar. Indijska okoljevarstvena fundacija je skupina prostovoljcev, ki si prizadeva za ohranjanje divjih živali in obnovo habitata.
Poseg urbanega razvoja v mokrišča je resno oviral trajnost mesta in prispeval k poplavam v mestu leta 2015 in krizi pomanjkanja vode leta 2019.

### Podnebje
Čenaj ima suho-poletno tropsko mokro in suho podnebje, ki je po Köppnovi podnebni klasifikaciji označeno z As. Mesto leži na termalnem ekvatorju in je tudi na obali, kar preprečuje ekstremna sezonska nihanja temperature. Najbolj vroč del leta je od konca maja do začetka junija, regionalno znan kot Agni Nakshatram ('ognjena zvezda') ali kot Kathiri Veyyil, z najvišjimi temperaturami okoli 35–40 °C. Najhladnejši del leta je januar, z minimalnimi temperaturami okoli 19–25 °C. Najnižja zabeležena temperatura je bila 13,9 °C 11. decembra 1895 in 29. januarja 1905. Najvišja zabeležena temperatura je bila 45 °C 31. maja 2003. Povprečna letna količina padavin je približno 140 cm.
Mesto dobi večino svojih sezonskih padavin zaradi severovzhodnih monsunskih vetrov, od sredine oktobra do sredine decembra. Včasih mesto prizadenejo cikloni v Bengalskem zalivu. Najvišja letna zabeležena količina padavin je 257 cm leta 2005. Prevladujoči vetrovi v Čenaju so običajno jugozahodni med aprilom in oktobrom in severovzhodni v preostalem delu leta. Zgodovinsko gledano se je Čenaj zanašal na letno deževje v monsunski sezoni, da bi obnovil vodne rezervoarje, saj skozi to območje ne teče nobena večja reka. Čenaj ima gladino vode na 2 metrih 60 odstotkov leta. Mesto Čenaj je na vzhodni obali Indije, ki je znana tudi kot Koromandska obala. V veliki meri je odvisen od SV monsuna, saj v tej sezoni pade 65 % dežja. Cikloni in depresije so običajne značilnosti v sezoni. Predvsem cikloni so še posebej nepredvidljivi. Lahko se pomaknejo celo proti Orisi, Zahodni Bengaliji, Bangladešu in tudi Mjanmaru. Sezona med oktobrom in decembrom se imenuje monsunsko obdobje SV. V tem obdobju so pogoste poplave. Leta 2015 je Čenaj prejel rekordno količino dežja od leta 1918, kar je povzročilo velike poplave.

## Arhitektura
Z zgodovino številnih sosesk v mestu, kot so Milapore, Triplicane in Tiruvanmijur, ki je pred zgodovino samega mesta, se arhitektura Čenaja razteza v široki kronologiji. Najstarejše stavbe v mestu izvirajo iz 7. in 8. stoletja našega štetja, med njimi sta tempelj Kapaleešvarar v Milaporeju in tempelj Parthasarathi v Triplicanu, zgrajena v dravidski arhitekturi. Ta arhitektura vključuje različne sloge, kot so imperiji Palava, Čola in Vidžajanagara. Povezano arhitekturo Agraharama, ki jo sestavljajo tradicionalne vrstne hiše, ki obdajajo tempelj, je še vedno mogoče videti na teh območjih. Templji dediščine v Mamalapuramu na obrobju mesta so nekateri primeri arhitekture Palava. Čenaj je za Kalkuto drugi po največji zbirki stavb indijske dediščine v državi.
S prihodom Mogulov in Britancev je mesto doživelo vzpon v mešanici hindujskih, islamskih in gotskih slogov, kar je povzročilo izrazito indo-saracensko arhitekturo. Arhitektura več zgodnjih institucij, kot so bančništvo in trgovina, železnice, tisk in izobraževanje, predvsem skozi kolonialno vladavino, je sledila prejšnjim smernicam neoklasicistične in indo-saracenske. Palača Chepauk v mestu, ki jo je zasnoval Paul Benfield, naj bi bila prva indo-saracenska stavba v Indiji. Od takrat je bilo veliko stavb iz kolonialne dobe v mestu zasnovanih v tem slogu arhitekture, ki je najbolj očiten okoli trdnjave sv. Jurija, zgrajene leta 1640. Večino teh sta zasnovala angleška arhitekta Robert Fellowes Chisholm in Henry Irwin. Najboljši primeri tega sloga so Višje sodišče v Madrasu (zgrajeno leta 1892), sedež južne železnice, stavba Ripon, Vladni muzej, senatska hiša Univerze v Madrasu, Amir Mahal, stavba Bharat Insurance, javna dvorana Victoria in Inženirska fakulteta. Zmaga dela, znan tudi kot kip dela, na plaži Marina je pomembna znamenitost Čenaja.
Gradnja Narodne umetniške galerije v Madrasu je bila dokončana leta 1909. Nova stavba z izrazito fasado je bila zgrajena iz rožnatega peščenjaka, pripeljanega iz Sathjaveduja, in je bila del kampusa muzeja Madras. Odprl jo je 23. januarja 1909 guverner trdnjave sv. Jurija, Sir Arthur Lawley, in jo poimenoval Viktorijina spominska dvorana po kraljici Viktoriji. Stanovanjska arhitektura v mestu je temeljila na prototipih bungalovov ali neprekinjenih vrstnih hiš. Stavbe v gotskem slogu vključujejo železniški postaji Čenaj Central in Čenaj Egmore. Cerkev Santhome, ki so jo prvotno zgradili Portugalci leta 1523 in naj bi hranila ostanke apostola sv. Tomaža, je bila leta 1893 obnovljena v neogotskem slogu.
Do začetka 20. stoletja je tudi art déco vstopil v urbano krajino mesta. Od leta 1930 dalje so bile številne stavbe v George Townu zgrajene v tem slogu, vključno s stavbo Združene Indije (trenutno stanovanjsko družbo Life Insurance Corporation of India (LIC)) in stavbo Burma Shell (trenutno Chennai House), obe zgrajeni v 1930 in hišo Dare, zgrajeno leta 1940. Drugi primeri so stavba Bombay Mutual (trenutno stanovanje LIC) in stavba Južnoindijske gospodarske zbornice. Po osamosvojitvi je bilo mesto priča vzponu modernističnega sloga arhitekture. Dokončanje stavbe LIC leta 1959, najvišje stavbe v državi v tistem času, je zaznamovalo prehod iz gradnje iz apna in opeke na betonske stebre v regiji. Prisotnost vremenskega radarja v pristanišču Čenaj pa je prepovedala gradnjo stavb, višjih od 60 m okoli polmera 10 km, za nekaj naslednjih desetletij. Poleg tega je razmerje tlorisne površine (FAR) v osrednjem poslovnem okrožju prav tako 1,5, kar je veliko manj kot v manjših mestih v državi. To je povzročilo, da se je mesto širilo vodoravno, za razliko od drugih metropolitanskih mest, kjer je bila navpična rast izrazita. Nasprotno pa so periferne regije, predvsem na južni in jugozahodni strani, začele doživljati vertikalno rast z gradnjo stavb do 60 nadstropij. Znotraj središča mesta ostaja 48-nadstropna stolpnica Highliving District Tower H najvišja stavba s 161 metri.

### Mestna pokrajina
Čenaj je na splošno razdeljen na štiri regije: severno, osrednjo, južno in zahodno. Severni Čenaj je predvsem industrijsko območje z večjo gostoto prebivalstva in ožjimi cestami. Južni in zahodni Čenaj, ki sta bila prej večinoma stanovanjska, hitro postajata komercialna, kjer domuje vse več podjetij informacijske tehnologije, finančnih podjetij in klicnih centrov. Mesto se hitro širi vzdolž stare ceste Mahabalipuram in Velike južne glavne ceste (Grand Southern Trunk Road) na jugu ter proti Ambatur], Kojambedu in Sriperumbdurju na zahodu. Osrednji Čenaj obsega stanovanjske elemente, vendar je predvsem dom središča mesta in okoliških območij, ki jih popotniki v mestu najbolj obiskujejo.
S templji, plažami in središči zgodovinskega in kulturnega pomena, vključno z Unescovo dediščino Mahabalipuram, je Čenaj eno najbolj obiskanih mest v Indiji. Mesto služi kot prehod v južni del Indije s turisti, ki pristanejo v mestu in nato obiščejo preostalo regijo.
Konzularna prisotnost v mestu sega v leto 1794, ko je bil William Abbott imenovan za konzularnega agenta ZDA za Južno Indijo. Od leta 2012 je bilo v Čenaju 43 tujih predstavništev, vključno z generalnimi konzulati, namestniki visokih komisij in častnimi konzulati.

## Pobratena mesta
Chenaj ima uradne povezave z naslednjimi mesti:
- Volgograd, Rusija
- Denver, Kolorado, Združene države Amerike
- Kuala Lumpur, Malezija (2010)
- San Antonio, Teksas, Združene države Amerike
- Ulsan, Južna Koreja (2016)
- Čongking, Kitajska (2015)